# Premio Wolf en Artes

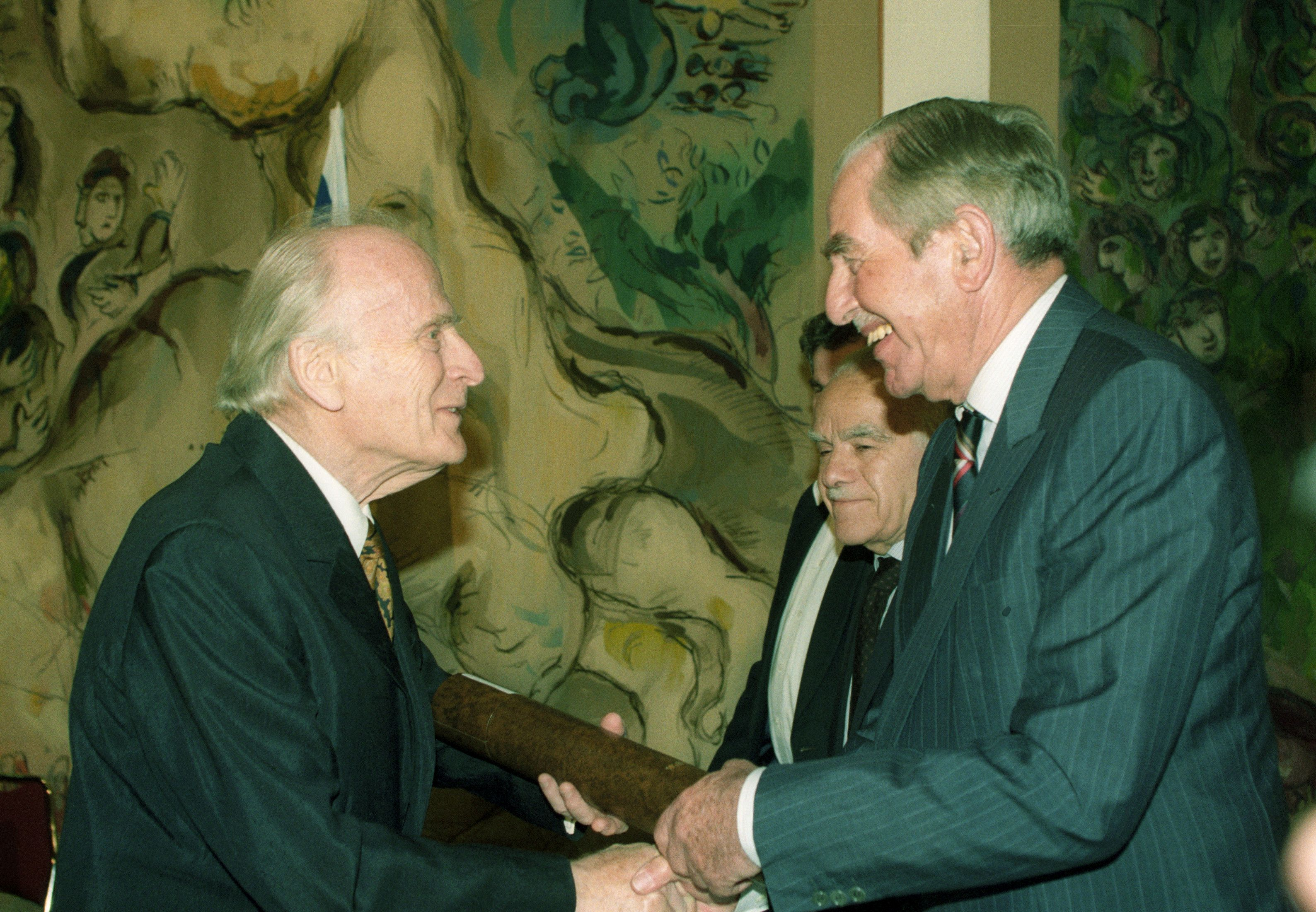
Yehudi Menuhin recibe el Premio Wolf de manos del presidente Haim Herzog

El Premio Wolf en Artes es premiado anualmente, alterando cada 4 años en arquitectura, música, pintura y escultura.
| Pintura | Pintura                          | Música | Música                                          | Arquitectura | Arquitectura                                          | Escultura | Escultura                          |
| ------- | -------------------------------- | ------ | ----------------------------------------------- | ------------ | ----------------------------------------------------- | --------- | ---------------------------------- |
| 1981    | Marc Chagall, Antoni Tàpies      | 1982   | Vladimir Horowitz, Olivier Messiaen, Joseph Tal | 1983/4       | Ralph Erskine                                         | 1984/5    | Eduardo Chillida                   |
| 1986    | Jasper Johns                     | 1987   | Isaac Stern, Krzysztof Penderecki               | 1988         | Fumihiko Maki, Giancarlo De Carlo                     | 1989      | Claes Oldenburg                    |
| 1990    | Anselm Kiefer                    | 1991   | Yehudi Menuhin, Luciano Berio                   | 1992         | Frank Gehry, Jørn Utzon, Denys Lasdun                 | 1993      | Bruce Nauman                       |
| 1994/5  | Gerhard Richter                  | 1995/6 | Zubin Mehta, György Ligeti                      | 1996/7       | Frei Otto, Aldo van Eyck                              | 1998      | James Turrell                      |
| 1999    | Desierto                         | 2000   | Pierre Boulez, Riccardo Muti                    | 2001         | Álvaro Siza                                           | 2002      | Desierto                           |
| 2002/3  | Louise Bourgeois                 | 2004   | Mstislav Rostropóvich, Daniel Barenboim         | 2005         | Jean Nouvel                                           | 2006      | Desierto                           |
| 2006/7  | Michelangelo Pistoletto          | 2008   | Giya Kancheli, Claudio Abbado                   | 2009         | Desierto                                              | 2010      | David Chipperfield, Peter Eisenman |
| 2011    | Rosemarie Trockel                | 2012   | Plácido Domingo, Simon Rattle                   | 2013         | Eduardo Souto de Moura                                | 2014      | Olafur Eliasson                    |
| 2017    | Laurie Anderson, Lawrence Weiner | 2015   | Jessye Norman, Murray Perahia                   | 2016         | Phyllis Lambert                                       |           |                                    |
| 2020    | Cindy Sherman                    | 2018   | Paul McCartney, Ádám Fischer                    | 2019         | Moshe Safdie                                          |           |                                    |
|         |                                  | 2021   | Stevie Wonder Olga Neuwirth                     | 2022         | Yoshiharu Tsukamoto, Momoyo Kaijima, Elizabeth Diller | 2023      | Fujiko Nakaya y Richard Long       |
|         |                                  | 2024   | György Kurtág                                   | 2025         | Tiantian Xu                                           |           |                                    |

¹ Los premios rotan anualmente entre arquitectura, música, pintura y escultura.